# Cattedrale di Funchal
La cattedrale dell'Assunzione di Maria Vergine (in portoghese: Sé Catedral de Funchal) è la cattedrale cattolica di Funchal, in Portogallo, e sede della diocesi di Funchal. Si trova nel centro della città, non lontana dal porto turistico, nell'area chiamata Campo del Duca. La sua costruzione cominciò alla fine del 1400. 

## Storia
Fu la prima chiesa importante costruita sull'isola. In precedenza c'era una chiesa vicino alla spiaggia di Calhau, ma poiché il numero degli abitanti aumentava grazie al fiorire del commercio della canna da zucchero,  la chiesa non poteva più ospitare tutti i fedeli,  così fu deciso di costruirne una più grande nel centro della città.

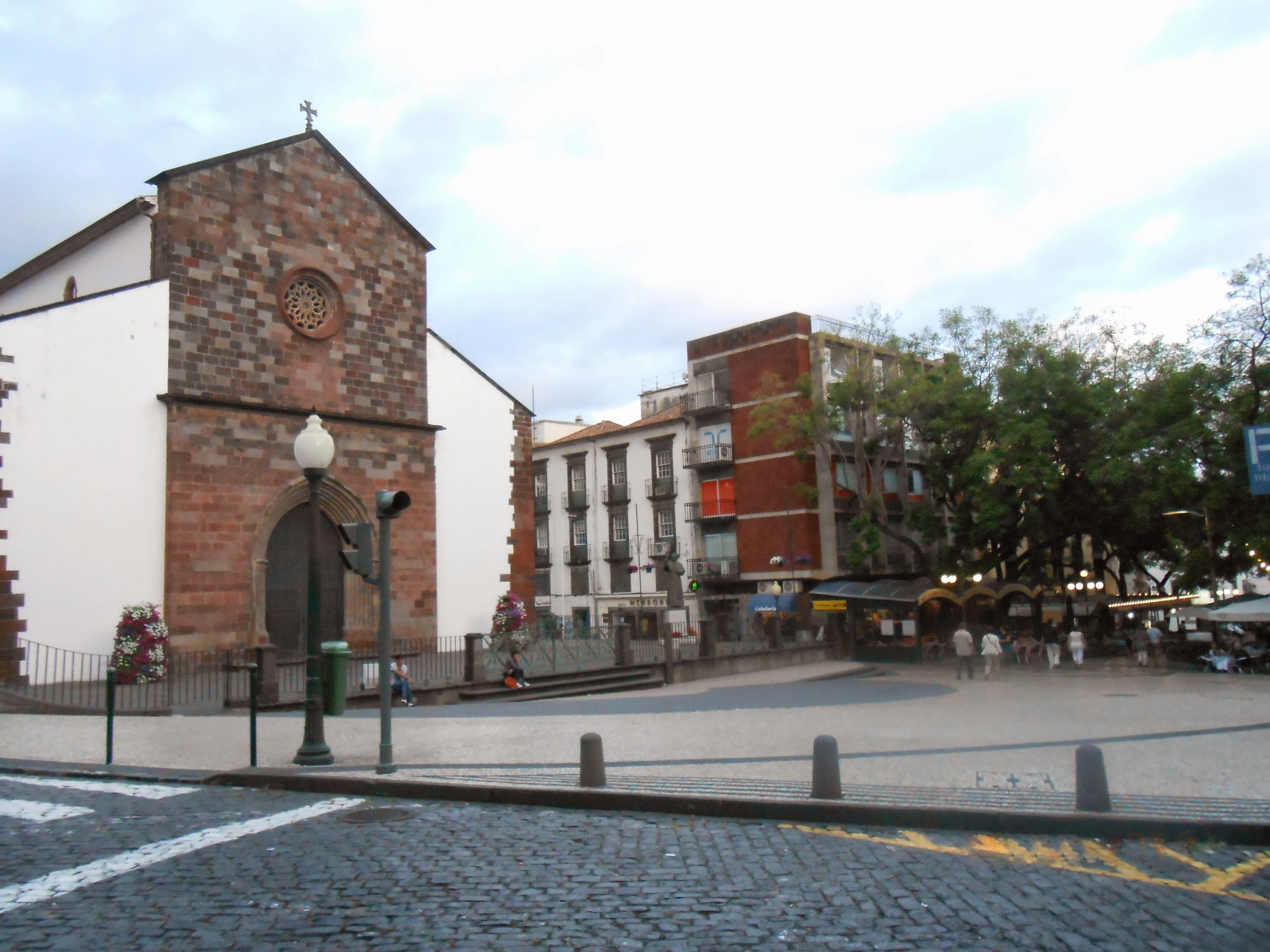
Scorcio della Cattedrale nell'area Campo del Duca, Funchal, Madeira

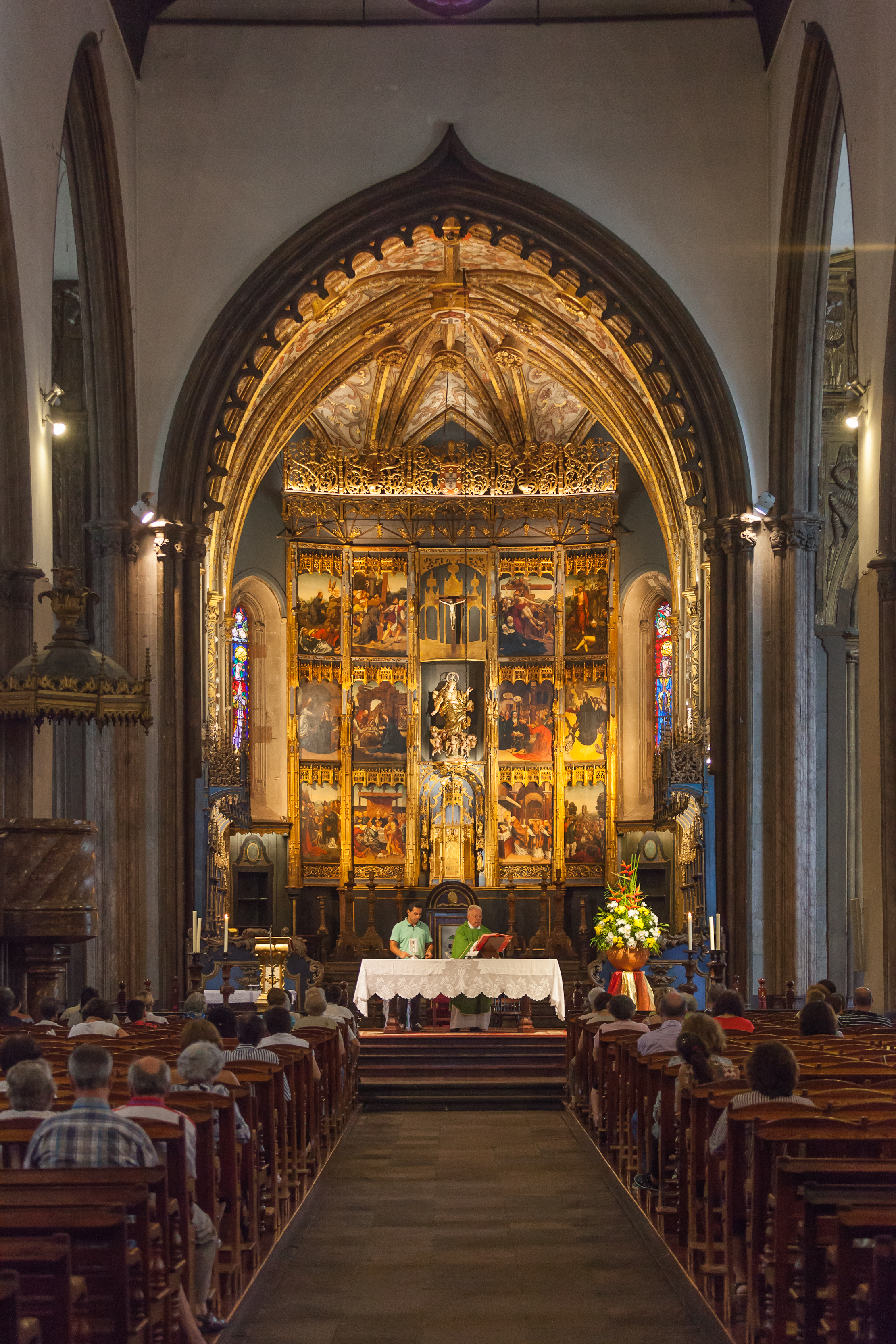
2016. Interno della Cattedrale di Funchal. Madeira. Portogallo.

I lavori di costruzione proseguirono con numerosi ritardi, finché nel 1500 il re Manuele I del Portogallo diede un forte impulso perché i lavori di costruzione della "grande chiesa" fossero conclusi, affidandone il compito all'architetto Gil Eanes.
La costruzione venne ultimata nel 1514, ma venne utilizzata per le funzioni religiose già dal 1508 e venne consacrata nel 1517. La chiesa fu consacrata nel 1517 dal vescovo D. Duarte e fu la prima e più grande chiesa costruita nei territori portoghesi insulari. La guglia del campanile e alcuni dettagli sono stati ultimati solo intorno agli anni 1517 - 1518.

## Descrizione
La facciata è in stile romanico-gotico con una torre campanaria alta circa 55 metri posta sul lato sinistro.
Ci sono quattro piani con volte a botte; l'ultimo piano ospita le campane con sette campanili.
La guglia è a forma di piramide quadrata con otto archi gotici decorati con capitelli con motivi vegetali.
Il terrazzino esterno, sopra alle campane richiama lo stile dei castelli medievali dei templari.

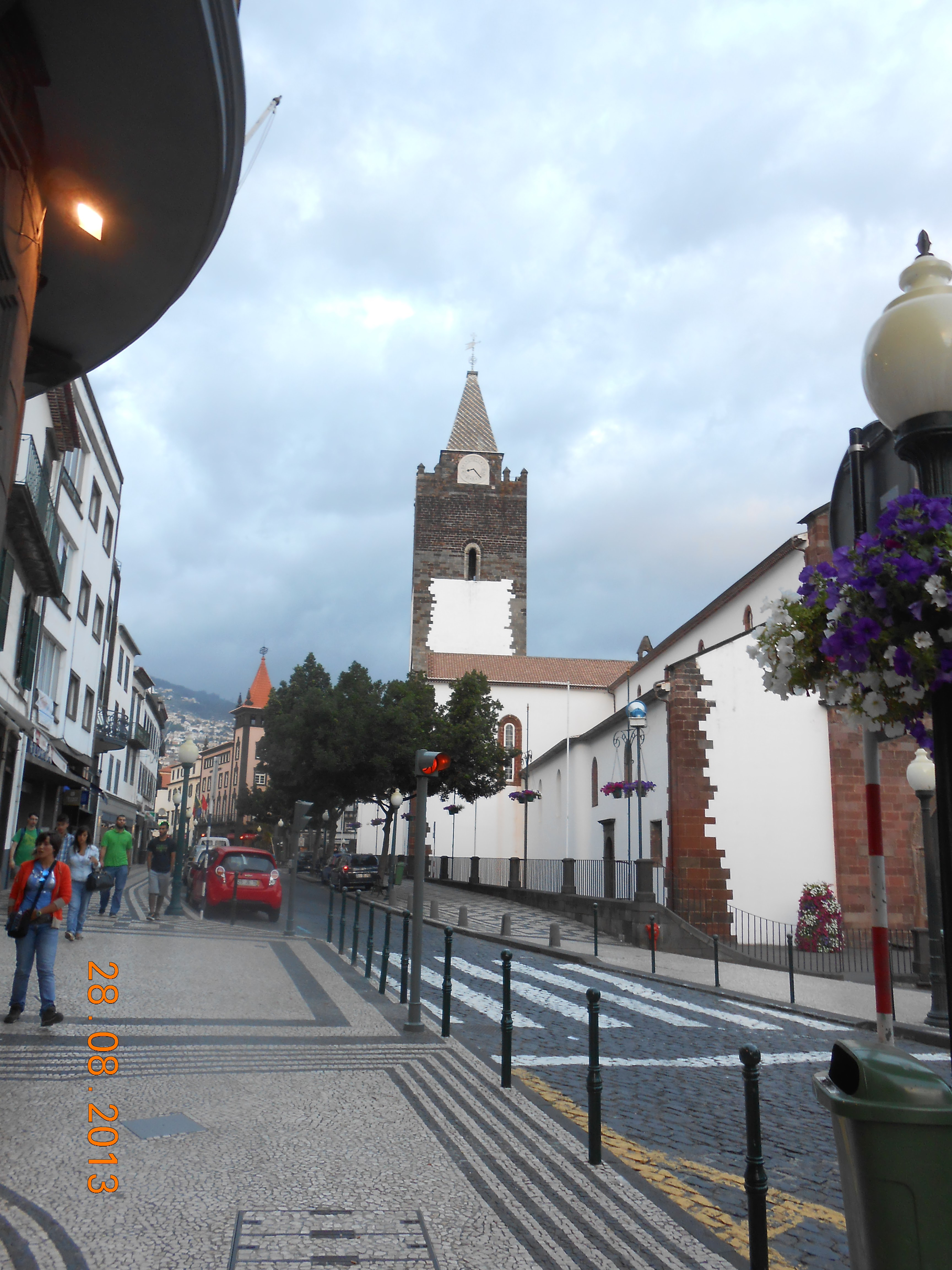
Rua do Aljube costeggia la cattedrale Sé Sullo sfondo la torre campanaria.

Sulla torre sono presenti due orologi con controllo elettronico che dal 1989 sostituiscono i due precedenti: il primo che ora si può vedere nella Biblioteca Municipale che fu posto nel 1776 e lì rimase sino al 1922. Su questo orologio si potevano leggere solo le ore, mancando la lancetta dei minuti.
Nel 1922 un medico inglese donò alla chiesa un nuovo orologio, ma solo l'anno seguente, nel 1923 fu aggiunta la lancetta dei minuti. 
L'architettura interna è un insieme di diversi stili architettonici: dal gotico europeo, al moresco, al manuelino oltre ad influenze architettoniche locali.
È divisa in tre navate collegate da dieci archi gotici con capitelli scolpiti.
La navata centrale è molto ampia così come il transetto illuminato da grandi finestre sulle pareti laterali.
All'interno la luce filtra da otto finestre a fessura in stile manuelino, dal rosone della facciata e da alcune piccole finestre sopra l'altare maggiore.
Il soffitto è in legno di cedro intarsiato con ornamenti di avorio e dorature in stile mudéjar. All'ingresso si trova un'acquasantiera in marmo del XIX secolo, sopra c'è un coro costruito nel 1794.
Sulla parete di fondo si trova un pannello di grandi dimensioni con dipinti in cornici dorate. Su entrambi i lati ci sono due cappelle con due file di sedie distinte per i capitolari, la più alta che ha schienali decorati con figure di apostoli e profeti. La fila più bassa è invece per i cappellani.
Nella cappella del Santissimo c'è un grande dipinto che rappresenta l'Ultima Cena datato nel XVIII secolo.
Alcuni tesori della chiesa, come una grande croce da processione in argento dorato, donata dal Re D. Manuel sono oggi conservati nel Museo di Arte Sacra.